# Brachiaria villosa
Brachiaria villosa är en gräsart som först beskrevs av Jean-Baptiste de Lamarck, och fick sitt nu gällande namn av Aimée Antoinette Camus. Brachiaria villosa ingår i släktet Brachiaria och familjen gräs. Inga underarter finns listade i Catalogue of Life.